# Серичела (Козенца)
Серичела је насеље у Италији у округу Козенца, региону Калабрија.
Према процени из 2011. у насељу је живело 424 становника. Насеље се налази на надморској висини од 712 м.